# Viktor Brailovsky

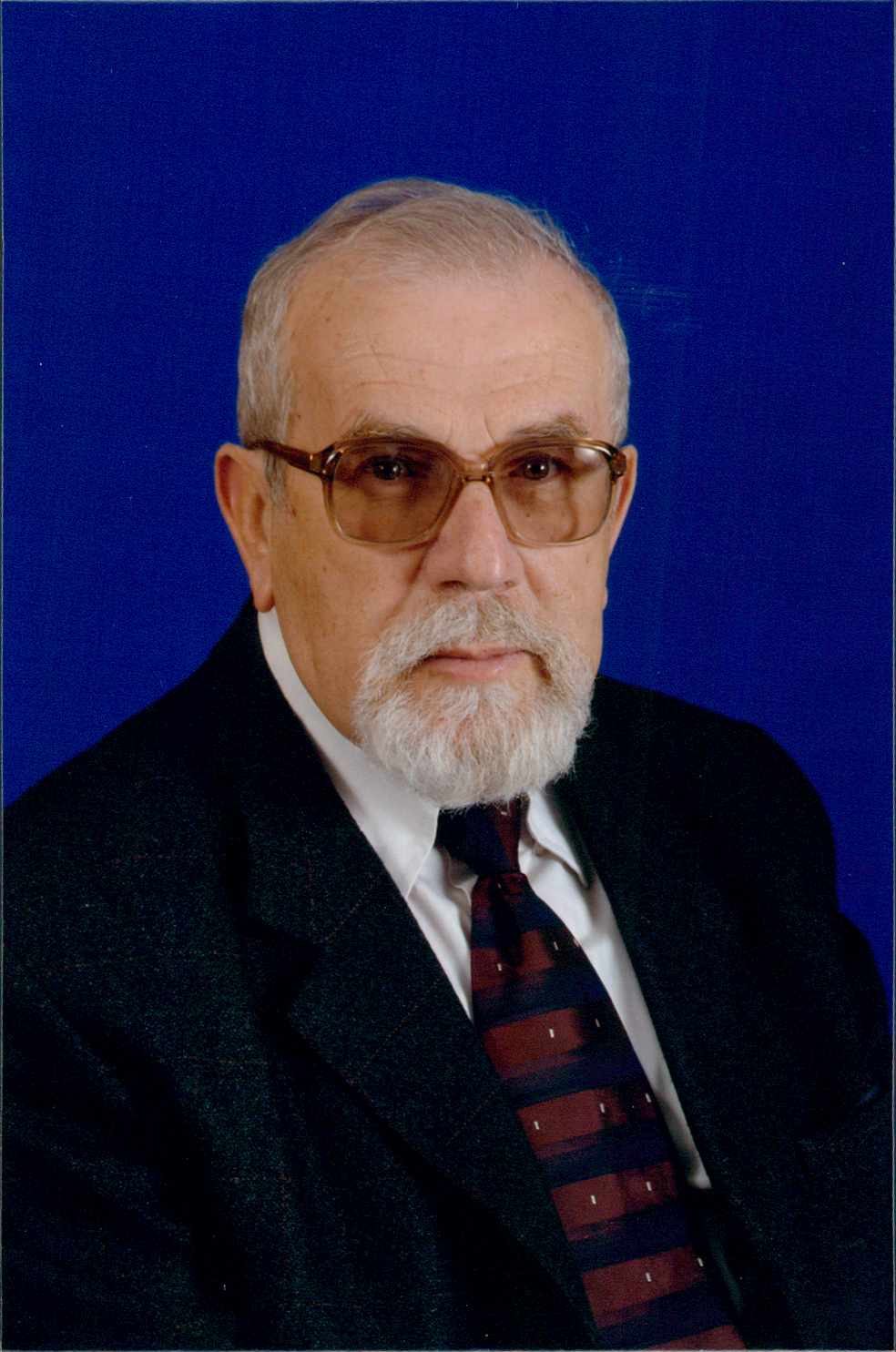
Victor Brailovsky

Victor Brailovsky (hebräisch ויקטור בריילובסקי‎; * 27. Dezember 1935 in Moskau) ist ein ehemaliger israelischer Politiker.

## Leben
Als Sowjetbürger war er ein Refusenik von 1972 bis 1987, er war von 1981 bis 1984 Gefangener von Zion. 1987 durfte er nach Israel einwandern, wo er als Professor für Mathematik und Informatik an der Universität Tel Aviv arbeitete. In der 15. und 16. Legislaturperiode war er Knessetabgeordneter:  1999–2006 für die Partei Schinui und 2006 für die Hetz (Säkulare Zionisten). 2004 war er Minister für Wissenschaft und Technik.